# Ripipteryx saussurei
Ripipteryx saussurei är en insektsart som beskrevs av Günther, K.K. 1969. Ripipteryx saussurei ingår i släktet Ripipteryx och familjen Ripipterygidae. Inga underarter finns listade i Catalogue of Life.

## Bildgalleri

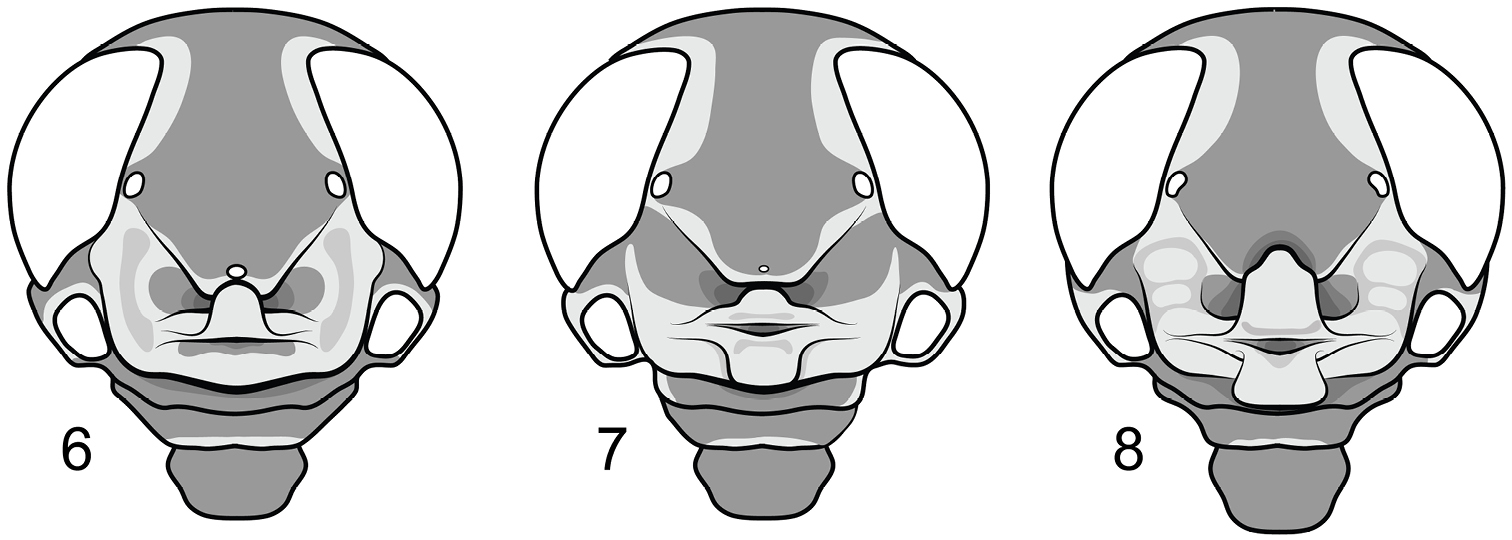